# Daniel Hanslik
Daniel Hanslik (ur. 6 października 1996 w Bad Hersfeld) – niemiecki piłkarz polskiego pochodzenia grający na pozycji napastnika w klubie 1.FC Kaiserslautern.

## Życie prywatne
Jego młodszy brat Dominik również jest piłkarzem.